# Halowe Mistrzostwa Europy w Lekkoatletyce 1992
XXII Halowe Mistrzostwa Europy odbyły się 28 lutego – 1 marca 1992 w Genui w hali Palasport.

## Klasyfikacja medalowa
| Pozycja | Państwo         | Złoto | Srebro | Brąz | Razem |
| ------- | --------------- | ----- | ------ | ---- | ----- |
| 1.      | WNP             | 12    | 8      | 7    | 27    |
| 2.      | Rumunia         | 3     | 4      | 1    | 8     |
| 3.      | Włochy          | 2     | 2      | 1    | 5     |
| 4.      | Wielka Brytania | 2     | 1      | 2    | 5     |
| 4.      | Hiszpania       | 2     | 1      | 2    | 5     |
| 6.      | Bułgaria        | 1     | 4      | 1    | 6     |
| 7.      | Francja         | 1     | 3      | 0    | 4     |
| 8.      | Niemcy          | 1     | 1      | 5    | 7     |
| 9.      | Szwecja         | 1     | 0      | 1    | 2     |
| 9.      | Jugosławia      | 1     | 0      | 1    | 2     |
| 11.     | Łotwa           | 1     | 0      | 0    | 1     |
| 12.     | Czechosłowacja  | 0     | 1      | 1    | 2     |
| 12.     | Polska          | 0     | 1      | 1    | 2     |
| 14.     | Węgry           | 0     | 1      | 0    | 1     |
| 15.     | Austria         | 0     | 0      | 3    | 3     |
| 16.     | Chorwacja       | 0     | 0      | 1    | 1     |
| 16.     | Finlandia       | 0     | 0      | 1    | 1     |

## Wyniki zawodów

### Mężczyźni

#### Konkurencje biegowe
| Konkurencja    | Złoto                              | Złoto       | Srebro                        | Srebro   | Brąz                               | Brąz     |
| -------------- | ---------------------------------- | ----------- | ----------------------------- | -------- | ---------------------------------- | -------- |
| 60 m           | Jason Livingston · Wielka Brytania | 6,53        | Witalij Sawin WNP             | 6,54     | Michael Rosswess · Wielka Brytania | 6,62     |
| 200 m          | Nikołaj Antonow · Bułgaria         | 20,41       | Daniel Sangouma · Francja     | 20,64    | Aleksandr Goremykin WNP            | 21,09    |
| 400 m          | Slobodan Branković · Jugosławia    | 46,33       | Andrea Nuti · Włochy          | 46,37    | David Grindley · Wielka Brytania   | 46,60    |
| 800 m          | Luis Javier González · Hiszpania   | 1:46,80     | José Arconada · Hiszpania     | 1:47,16  | Tonino Viali · Włochy              | 1:47,22  |
| 1500 m         | Matthew Yates · Wielka Brytania    | 3:42,32     | Siergiej Mielnikow WNP        | 3:42,44  | Branko Zorko · Chorwacja           | 3:42,85  |
| 3000 m         | Gennaro Di Napoli · Włochy         | 7:47,24     | John Mayock · Wielka Brytania | 7:48,47  | José Luis González · ( Hiszpania)  | 7:48,82  |
| 60 m ppł       | Igors Kazanovs · Łotwa             | 7,55        | Tomasz Nagórka · Polska       | 7,69     | Jiří Hudec · Czechosłowacja        | 7,72     |
| Chód na 5000 m | Giovanni De Benedictis · Włochy    | 18:19,97 CR | Franc Kostiukiewicz WNP       | 18:25,40 | Stefan Johansson · Szwecja         | 18:27,95 |

#### Konkurencje techniczne
| Konkurencja    | Złoto                       | Złoto   | Srebro                         | Srebro | Brąz                                             | Brąz  |
| -------------- | --------------------------- | ------- | ------------------------------ | ------ | ------------------------------------------------ | ----- |
| skok wzwyż     | Patrik Sjöberg · Szwecja    | 2,38    | Sorin Matei · Rumunia          | 2,36   | Dragutin Topić · Jugosławia · Ralf Sonn · Niemcy | 2,29  |
| skok o tyczce  | Piotr Boczkariow WNP        | 5,85    | István Bagyula · Węgry         | 5,80   | Konstantin Siemionow WNP                         | 5,60  |
| skok w dal     | Dmitrij Bagrianow WNP       | 8,12    | Konstantin Krause · Niemcy     | 8,04   | Jarmo Kärnä · Finlandia                          | 7,96  |
| trójskok       | Leonid Wołoszyn WNP         | 17,35   | Serge Hélan · Francja          | 17,18  | Wasilij Sokow WNP                                | 17,01 |
| pchnięcie kulą | Ołeksandr Bahacz WNP        | 20,75   | Ołeksandr Kłymenko WNP         | 20,02  | Klaus Bodenmüller · Austria                      | 19,99 |
| siedmiobój     | Christian Plaziat · Francja | 6418 WR | Robert Změlík · Czechosłowacja | 6118   | Antonio Peñalver · Hiszpania                     | 6062  |

### Kobiety

#### Konkurencje biegowe
| Konkurencja | Złoto                       | Złoto       | Srebro                        | Srebro   | Brąz                        | Brąz     |
| ----------- | --------------------------- | ----------- | ----------------------------- | -------- | --------------------------- | -------- |
| 60 m        | Żanna Tarnopolska WNP       | 7,24        | Anelija Nunewa · Bułgaria     | 7,29     | Nadieżda Raszczupkina WNP   | 7,31     |
| 200 m       | Oksana Stepiczowa WNP       | 23,18       | Iolanda Oanţă · Rumunia       | 23,23    | Sabine Tröger · Austria     | 23,35    |
| 400 m       | Sandra Myers · Hiszpania    | 51,21       | Olha Bryzhina WNP             | 51,48    | Jelena Goleszewa WNP        | 52,07    |
| 800 m       | Ella Kovacs · Rumunia       | 1:59,98     | Inna Jewsejewa WNP            | 2:00,26  | Jelena Afanasjewa WNP       | 2:00,69  |
| 1500 m      | Jekatierina Podkopajewa WNP | 4:06,61     | Lubow Kriemlowa WNP           | 4:06,62  | Doina Melinte · Rumunia     | 4:06,90  |
| 3000 m      | Margareta Keszeg · Rumunia  | 8:59,80     | Tetiana Dorowśkych WNP        | 9:00,15  | Rita Marquard · Niemcy      | 9:00,99  |
| 60 m ppł    | Ludmiła Narożilenko WNP     | 7,82        | Monique Éwanjé-Épée · Francja | 7,99     | Jordanka Donkowa · Bułgaria | 8,03     |
| chód 3000 m | Alina Iwanowa WNP           | 11:49,99 WR | Ileana Salvador · Włochy      | 11:52,23 | Beate Anders · Niemcy       | 11:55,41 |

#### Konkurencje techniczne
| Konkurencja    | Złoto                     | Złoto    | Srebro                        | Srebro | Brąz                        | Brąz  |
| -------------- | ------------------------- | -------- | ----------------------------- | ------ | --------------------------- | ----- |
| skok wzwyż     | Heike Henkel · Niemcy     | 2,02     | Stefka Kostadinowa · Bułgaria | 2,02   | Jelena Jelesina WNP         | 1,94  |
| skok w dal     | Łarysa Bereżna WNP        | 7,00     | Marieta Ilcu · Rumunia        | 6,74   | Ludmila Ninowa · Austria    | 6,60  |
| trójskok       | Inesa Kraweć WNP          | 14,15 CR | Sofija Bożanowa · Bułgaria    | 13,98  | Helga Radtke · Niemcy       | 13,75 |
| pchnięcie kulą | Natalja Lisowska WNP      | 20,70    | Swetła Mitkowa · Bułgaria     | 20,06  | Astrid Kumbernuss · Niemcy  | 19,37 |
| pięciobój      | Liliana Năstase · Rumunia | 4701     | Petra Văidean · Rumunia       | 4677   | Urszula Włodarczyk · Polska | 4651  |

## Objaśnienia skrótów
- WR – rekord świata
- CR – rekord mistrzostw Europy